# 島敦彦
島 敦彦（しま あつひこ、1956年 - ）は日本のキュレーター。国立国際美術館館長。

## 経歴
1956年、富山市生まれ。早稲田大学理工学部金属工学科卒。1980年4月、富山県立近代美術館の準備室から学芸員として勤務後、1992年に国立国際美術館に移り、2013年より副館長兼学芸課長に就任。2015年4月から愛知県美術館館長を務め、2017年より金沢21世紀美術館3代目館長。2021年4月より現職。これまでに内藤礼、畠山直哉などの展覧会を手がける。
2013年には青森県立美術館と国立国際美術館、東京国立近代美術館が共同で開催した「工藤哲巳」展を企画し、同作家の国際的な再評価に寄与した。

## 肩書き
- 美術評論家連盟会員[2]
- 国立国際美術館館長
- 元愛知県立美術館館長
- 元金沢21世紀美術館館長